# Helmut Grubmüller
Helmut Grubmüller (* 31. Juli 1965 in München) ist ein deutscher Biophysiker.
Grubmüller studierte ab 1985  Physik an der TU München mit dem Diplom 1990 und der Promotion 1994 (Dissertation: Molekulardynamik von Proteinen auf langen Zeitskalen). Von 1990 bis 1991 war er zu einem Forschungsaufenthalt an der University of Illinois at Urbana-Champaign. Als Post-Doktorand war er am Zentrum für Kernforschung (CENG) in Grenoble, an der Ludwig-Maximilians-Universität München und 1997 EMBO-Fellow an der ETH Zürich. 1998 bis 2003 leitete er eine Nachwuchsgruppe am Max-Planck-Institut für biophysikalische Chemie in Göttingen. 2002 habilitierte er sich in Göttingen und 2003 wurde er Associate Professor an der EPFL in Lausanne. 2003 wurde er Direktor und wissenschaftliches Mitglied der Max-Planck-Gesellschaft für biophysikalische Chemie und 2005 Honorarprofessor an der Georg-August-Universität Göttingen.
Er leitet die Arbeitsgruppe theoretische und computergestützte Biophysik am MPI für biophysikalische Chemie. Dort befasst er sich insbesondere mit der Beschreibung und Simulation von Biomolekülen (Proteinen) und deren Funktion als quantenmechanischen Vielkörpersystemen. Sie vergleichen dabei auch Experimente an einzelnen Molekülen mit Molekulardynamik-Simulationsergebnissen. Beispiele für Forschungsprojekte seiner Gruppe sind die Simulation von Rasterkraftmikroskop-Dehnungsexperimenten an Polysacchariden und Polyethylenglycol, Simulation der Bindung des weiblichen Sexual-Pheromons des Seidenspinners in dessen Riechzellen, Wechselwirkung von Peptiden mit dem MHC-Komplex, Simulation von Fluoreszenzsanisotropie-Experimenten (FRET), Simulation der Reaktion von Antikörper-Hapten-Komplexen unter dem Rasterkraftmikroskop (AFM) und Reaktion des Muskelproteins Titin auf Dehnung mit AFM. Seine Gruppe untersuchte und simulierte die Dynamik von Proteinfaltung und -entfaltung und intrinsisch-ungeordnete Proteine (IDP), biosynthetische Reaktionsnetzwerke, den Photo-Schalt-Mechanismus des grün fluoreszierenden Proteins GFP, ATP-Synthase, Mikrotubuli und Ribosomen, mechanische Eigenschaften von Ikosaeder-förmigen Virushüllen und ultraschnelle Röntgenbeugung an Molekülen wie sie an FEL-Quellen möglich ist, und 3-Photon-Korrelation für Röntgenstrukturbestimmung an einzelnen Molekülen zur Reduktion der Anzahl der benötigten Photonen. Sie entwickelten auch Algorithmen für die Vorhersage des CD-Spektrums aus der Proteinstruktur. Außerdem untersuchen sie die Dynamik der Fusion synaptischer Membranen und von Syntaxin, der synaptischen Vesikel und von Ionenkanälen.
Im Jahr 2022 wurde Helmut Grubmüller als Mitglied der Sektion Biochemie und Biophysik in die Nationale Akademie der Wissenschaften Leopoldina aufgenommen.

## Schriften (Auswahl)
- mit Stefan Seeger,  Harald Tschesche: Aufbau, Funktion und Diagnostik biogener Moleküle, in Bergmann-Schaefer Lehrbuch der Experimentalphysik,  Band 5, De Gruyter 2006